# Dmitrij Kozak
Dmitrij Nikołajewicz Kozak ros. Дмитрий Николаевич Козак (ur. 7 listopada 1958) – rosyjski polityk i prawnik, wicepremier Rosji w latach 2008–2020.

## Życiorys
Ukończył studia prawnicze na Leningradzkim Uniwersytecie Państwowym. W latach 1998–1999 sprawował urząd wicegubernatora Petersburga. Dwukrotnie był ministrem-kierownikiem Aparatu (Administracji) Rządu (1999–2000, 2004). Od 2004 do 2007 zajmował stanowisko pełnomocnego przedstawiciela prezydenta w Południowym Okręgu Federalnym. W latach 2007–2008 pełnił funkcję ministra rozwoju regionalnego. Od 14 października 2008 do 15 stycznia 2020 wicepremier Federacji Rosyjskiej.
Współautor memorandum Kozaka – nazwanego jego imieniem projektu rozwiązania konfliktu o Naddniestrze, ostatecznie odrzuconego przez prezydenta Mołdawii Vladimira Voronina.